# Бренц, Иоганн
Иоганн Бренц (нем. Johannes Brenz; 1499—1570) — швабский реформатор из Швебиш-Галля.

## Биография
Иоганн Бренц родился 24 июня 1498 года в Вейле, в Швабии (ныне земля Баден-Вюртемберг).
В марте 1518 года примкнул в Гейдельберге, где учился с 1512 года, к реформационному движению. Был рукоположён в духовный сан епископом Шпейерским в 1520 году и получил место священника в Швебиш-Галле. В 1523 году он перестал совершать мессу и в следующем году не только стал проповедовать идеи, но и содействовал введению новых церковных порядков в Ансбахе, Нюрнберге и Вюртемберге.
Деятельность его была чрезвычайно успешна, и он с одинаковой твердостью выстоял как против восстания крестьян, так и против злоупотреблений и интриг латинского духовенства. 
В 1527 году написал первый евангелический катехизис: «Fragst ück des christl. Glaubens für die Jugend zu Schwäbisch-Hall»; в 1525 году защищал в своей «Syngramma suevicum» против швейцарских богословов реальное присутствие Тела Христова в евхаристии.
В 1529 году участвовал в Марбургском диспуте между швейцарскими и немецкими богословами; в 1530 году участвовал в Аугсбурге в переговорах о религиозном соглашении, а также в вормсских религиозных диспутах 1540 года и в регенсбургских — 1546 года.
Спасаясь во время интерима от испанских солдат, он бежал в 1546 году из Швебиш-Галля и странствовал долгое время, пока герцог Кристоф не назначил его в 1552 году пробстом в Штутгарте. В марте 1552 года он был в Триенте, чтобы вручить составленное им Вюртембергское исповедание веры (Confesslo Würtembergica или Suevica), а также, чтобы начать переговоры с Тридентским собором, но как раз в это время собор был разогнан Морицем Саксонским. 
Умер 11 сентября 1570 года.
Его сочинения (не все) собраны в «Brentii opéra» (8 ч., Тюбинген, 1576—1590 г, Амстердам, 1666).